# チャンタブリーFC
チャンタブリーFC（タイ語: สโมสรฟุตบอลจังหวัดจันทบุรี, 英語: Chanthaburi Football Club）は、タイ王国のチャンタブリー県をホームタウンとするサッカークラブ。

## 歴史
2010 年 1 月 20 日、チャンタブリー県行政機関のタナポン キジャン氏、チャンタブリー県行政機関のメンバーのメンバー チャンタブリー県スポーツ協会の幹部と共に チャンタブリー フットボール チームを発足させるためのオープニング記者会見に出席。チャンタブリー州行政機関の会議室で 2010 シーズンのフットボール ディビジョン 1 に参加。
チャンタブリー フットボール クラブ 2007年よりプロサッカー大会タイリーグディビジョン1に出場。州行政機関と州体育協会が予算を支援している。しかし、今年はその方法 チャンタブリー県行政機関 選手の派遣をCash Today Co., Ltd.に委託したため、同社はChanthaburi Football Clubの登録を進めました。すでにAFCの規則に従って法人である Waiphot氏と共に「Cash Today Chanthaburi FC Company Limited」という名前で登録資本金1,000万バーツで モンコン・ラタナノン 氏はクラブの社長、Mr. Marut Ratanasatham はチーム マネージャーです。プロの管理チームとともに 組織的に仕事を管理するために集まった人[1]
2010 年、同社は 3,000 万バーツ以上の予算を投資し、2011 年シーズンにWitoon Kitmongkolsak を引き抜いて国のトップ リーグに昇格することを望んでいました。サッカー元タイ代表監督 そして、ソン・ピー・ノン・マスブン・ニョールなど、チャンタブリーの人々に愛されている地元のプレーヤーを今でも使用しています。シリサックとシッティチャイの両方、およびピタク ピタッコソル、ガヤ ヤンキーなどの他の選手と同様に、タダ キーラライ、バンコク グラス プラソン パンサワットのクライキアット ビエタク、友人からのオシアン ニッシムなど、軍隊を強化するためにさまざまなチームから選手を購入しました。警察[2]の、まだ成功していません。
2011 シーズン、クラブは 3,500 万バーツ以上を投資して優れた選手を獲得し、SCG サムット ソンクラームの元ヘッド コーチであるソムチャイ チャイブンチュムをテクニカル チェアマンに、コンポル ダオルアンをヘッド コーチに迎えました。しかし、まだ成功していません そのため、Cash Today はチームを作る権利を Chanthaburi 州行政機関に返還し、2012 年にはマレーシアの投資グループから支援を受けました。
2017 年、チャンタブリー FC はチームに大きな変化をもたらし、アーティット カモンをヘッドコーチとして起用しました。チャンタブリーをイースタンゾーンのランク1でフィニッシュするために連れて行きました しかし、ミニリーグラウンドで死んだ馬から落ち、タイリーグ3でプレーするために通過しました
2018年、選手とコーチが変わり、すべてのチャンタブリーの子供たちに外国人が混じり、ウィワット・シリフォカイがコーチになりました。東地区2位入賞 チャンピオンズリーグの上位ラウンドでパスした

## タイトル

### 国内タイトル
- タイFAカップ
  - 準優勝 (1) :  1984

## 過去の成績
- 2007 タイ・ディヴィジョン1リーグ グループB : 4位
- 2008 タイ・ディヴィジョン1リーグ : 5位
- 2009 タイ・ディヴィジョン1リーグ : 13位
- 2010 タイ・ディヴィジョン1リーグ : 12位
- 2011 タイ・ディヴィジョン1リーグ : 12位
- 2012 タイ・ディヴィジョン1リーグ : 18位 (降格)
- 2013 リージョナルリーグ・ディヴィジョン2 中央・東部リーグ : 6位